# 超级马力欧 耀西岛
《超级马力欧 耀西岛》（又按美版译为“超级马力欧世界2 耀西岛”，常称为“耀西岛”）是任天堂开发，并于1995年发行在超级任天堂平台的橫向捲軸遊戲。本作是超級瑪利歐系列過渡到3D遊戲之前（即《超級瑪利歐64》以及往後的續作）最後一款2D橫向平台遊戲（而最後一款以瑪利歐為主角的2D橫向平台遊戲是屬於超級瑪利歐樂園系列的《超級瑪利歐樂園2 六個金幣》），往後沒有任何新的2D橫向平台作品的系列正統續作。
游戏在Game Boy Advance平台的移植版《超级马力欧Advance 3 耀西岛+马力欧兄弟》于2002年推出，并于Virtual Console再版。
游戏获得积极评价，发行后售出400万套。游戏有任天堂DS续作《耀西岛DS》。

## 故事
很久很久以前，一隻送子鳥欲將當時仍是嬰兒的雙胞胎兄弟——瑪利歐與路易吉帶往屬於他們的家庭，但在此同時，龜族的魔法師卡美克卻預言到這對兄弟是讓龜族未來一片黯淡的罪魁禍首，為了扭轉預言所說的未來情況，於是卡美克便出面襲擊，並綁架送子鳥和瑪利歐兄弟來剷除他們，而雖然成功捕獲了送子鳥和雙胞胎之一的路易吉，但卻讓雙胞胎之一的瑪利歐掉落到一種稱作耀西的類恐龍生物所生活的島嶼——耀西島，並不偏不倚的掉在其中一隻綠色耀西的背上，這隻耀西發現了瑪利歐後便將其先帶回同伴身邊，經過與同伴們的討論後，決定輪流將瑪利歐送至他們父母身邊，但在此同時，卡美克也發現了遺落在耀西島的瑪利歐，派出了手下進行了全島的搜捕行動，就這樣，年幼時代的瑪利歐與耀西的冒險正式開始。
本作以耀西作為主角，設定在大金剛之前發生的故事，為超级马力欧故事中實質上的第一集。

## 註解
1. ↑  不包括往後推出的合輯、移植版、復刻版、重製版和線上服務下載遊戲。
2. ↑  暌違十一年後推出的《新超级马力欧兄弟》及往後的續作和《超級瑪利歐兄弟 驚奇》是屬於2.5D橫向平台遊戲；暌違二十年後推出的《超級瑪利歐創作家》及續作是屬於附帶關卡編輯器系統的2D橫向平台遊戲。兩者並不屬於正統的續作。